# Giovanni Giacomo Tencalla
Giovanni Giacomo Tencalla byl italsko-švýcarský architekt původem z Bissone, Švýcarsko. Jeho životní data jsou neznámá. Je otcem malíře Carpofora Tencally. Vztah k dalšímu v českých zemích působícímu Tencallovi, Giovannimu Pietrovi, není jasný.

## Život
Giovanni Giacomo Tencalla je doložen roku 1629 v Polsku jako stavitel. Roku 1630 vstoupil do služeb knížete Maxmiliána z Lichtenštejnu (1578-1643) a vyprojektoval pro něho řadu staveb (např. zámek v dolnorakouském Rabensburgu, farní kostel ve Valticích, přestavba zámku v Lednici, přestavba zámku v Bučovicích aj.). Poté, co se v roce 1638 ve Valticích zřítila kopule kostela, byl však z lichtenštejnských služeb bez milosti propuštěn. Získal však zakázky jinde – od příslušníků jiného mocného moravského šlechtického rodu, Ditrichštejnů (kostel svaté Anny v Mikulově, Ditrichštejnský palác v Brně).

## Stavby a projekty
- Vídeň – dominikánský kostel Maria Rotunda (1630)
- Bučovice – farní kostel Nanebevzetí Panny Marie (po 1637)
- Rabensburg, Dolní Rakousko – zámek (pro Maximiliána z Lichtenštejna)
- Valtice – farní kostel Nanebevzetí Panny Marie (pro Maximiliána z Lichtenštejna)
- Lednice – přestavba zámku (1632-1638), podílel se svými architekturami i na vzhledu tamní zahrady (pro Maximiliana Lichtenštejna)
- Bučovice – participace na přestavbě zámku (od 1633), manýristická kašna (1637) (pro Maximiliana Lichtenštejna)
- Moravský Krumlov – snad projektoval přestavbu zámku (pro Gundakara Lichtenštejna)
- Mikulov – kostel svaté Anny v loretánském areálu (1636) (pro Maximiliana Dietrichštejna), velmi pravděpodobně byl architektem přestavby mikulovského zámku pro kardinála Františka z Ditrichštejna)
- Vranov u Brna – klášterní komplex paulánů
- Brno – Dietrichsteinský palác (1614-1618, zde ovšem datum přestavby koliduje s jeho pobytem v Polsku) (pro olomouckého biskupa kardinála Františka z Ditrichštejna)

## Fotogalerie

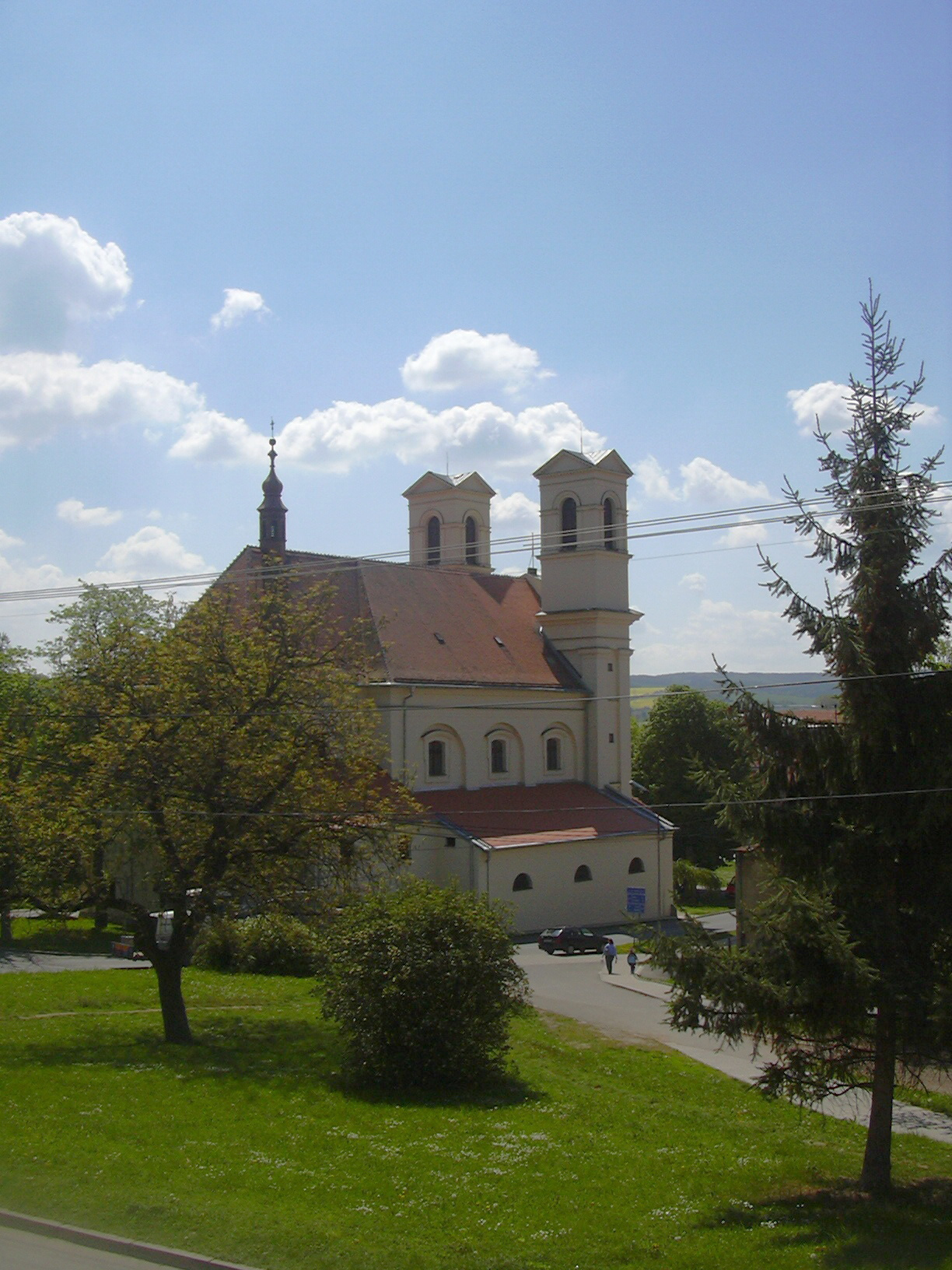
Kostel Nanebevzetí Panny Marie v Bučovicích
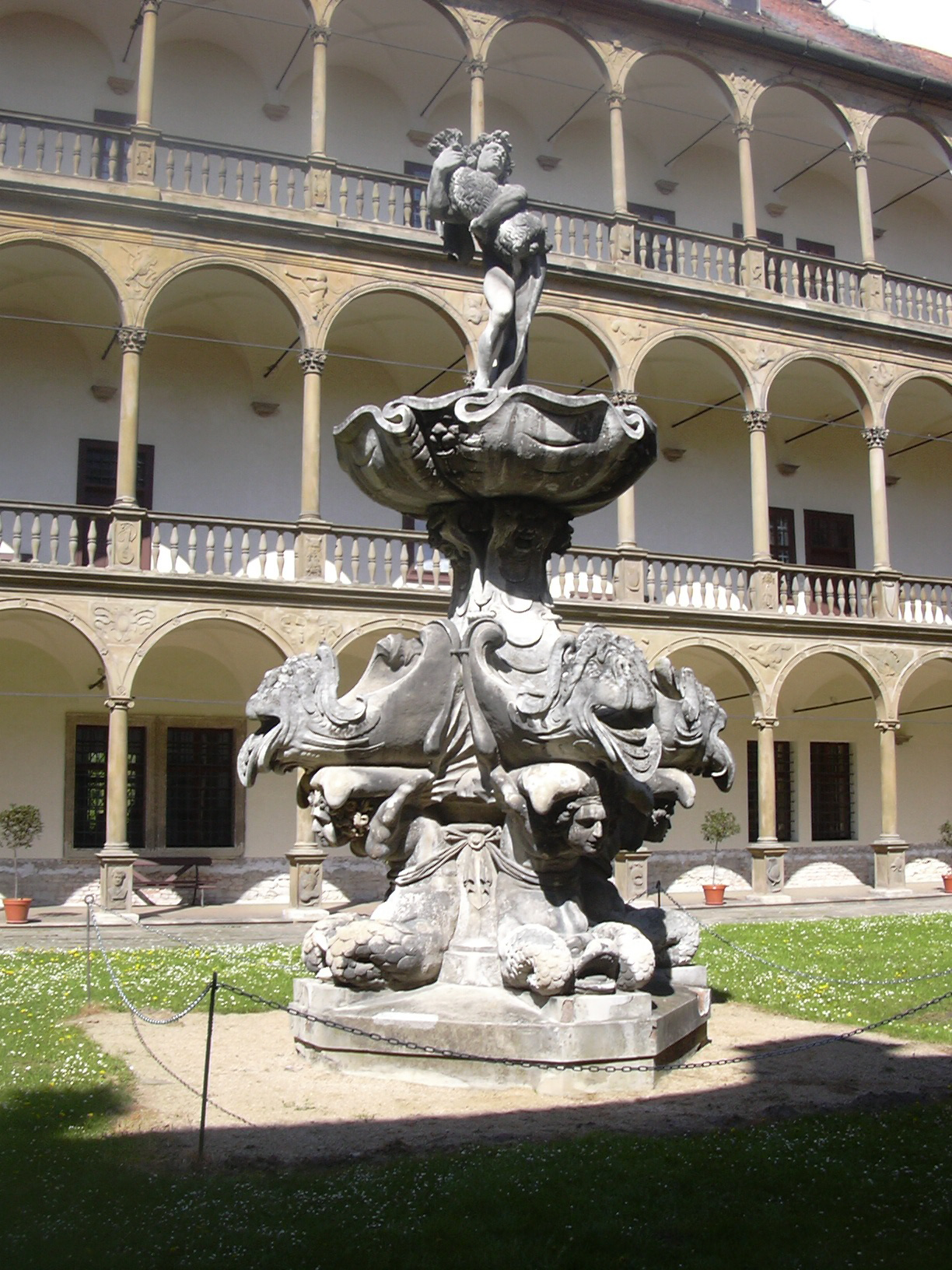
Manýristická kašna na nádvoří zámku v Bučovicích
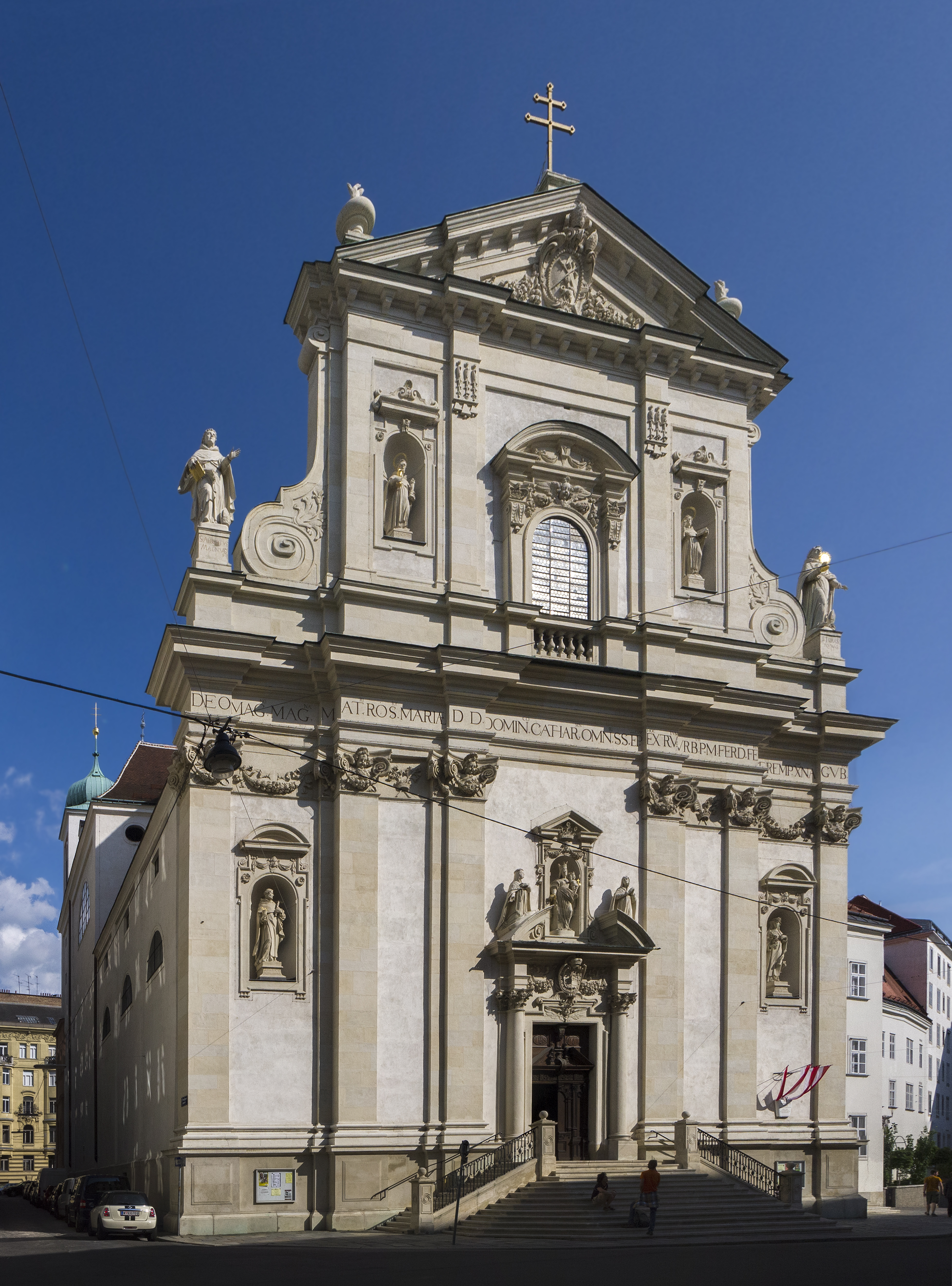
Dominikánský kostel Maria Rotunda ve Vídni
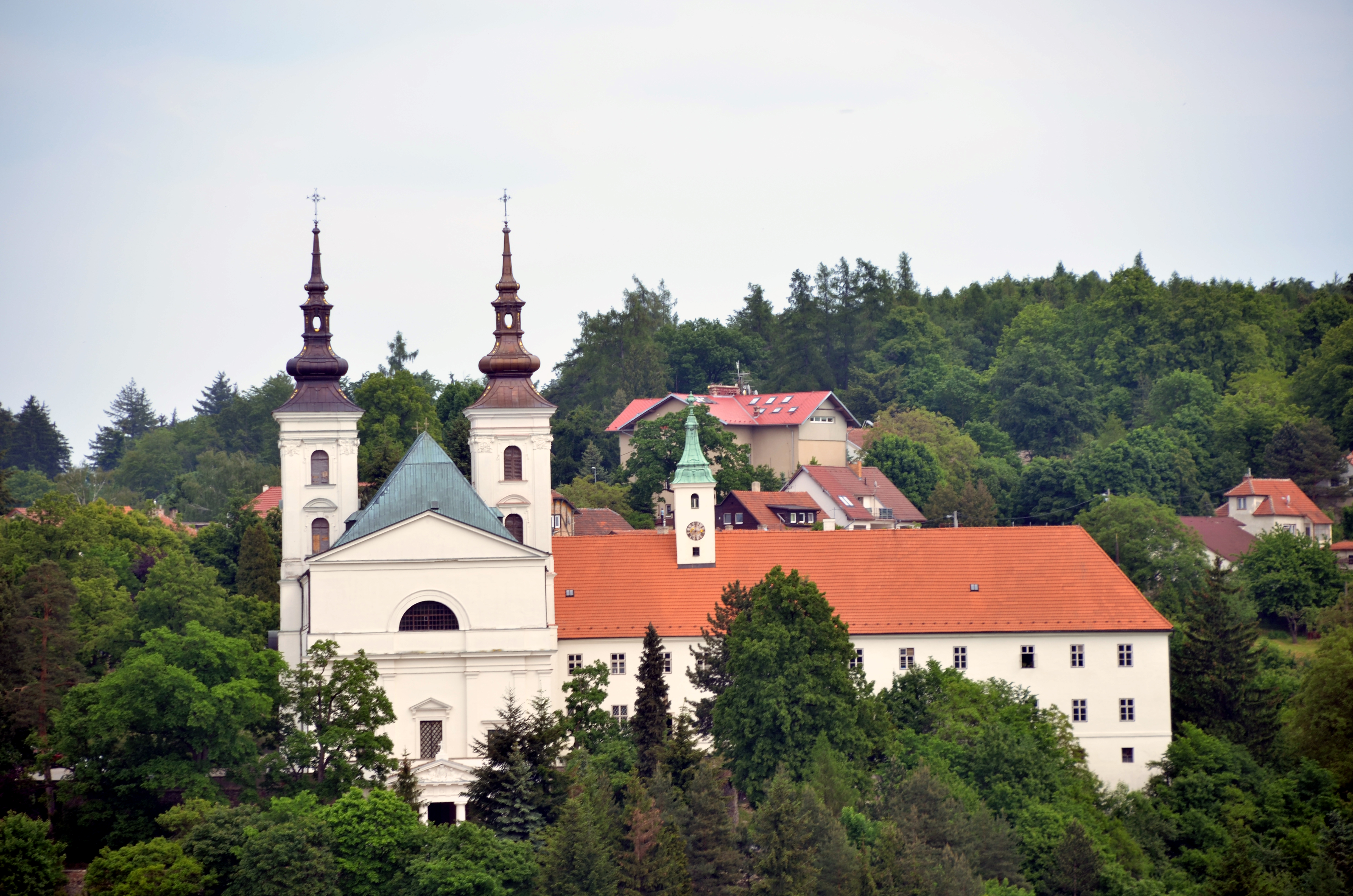
Klášter paulánů ve Vranově
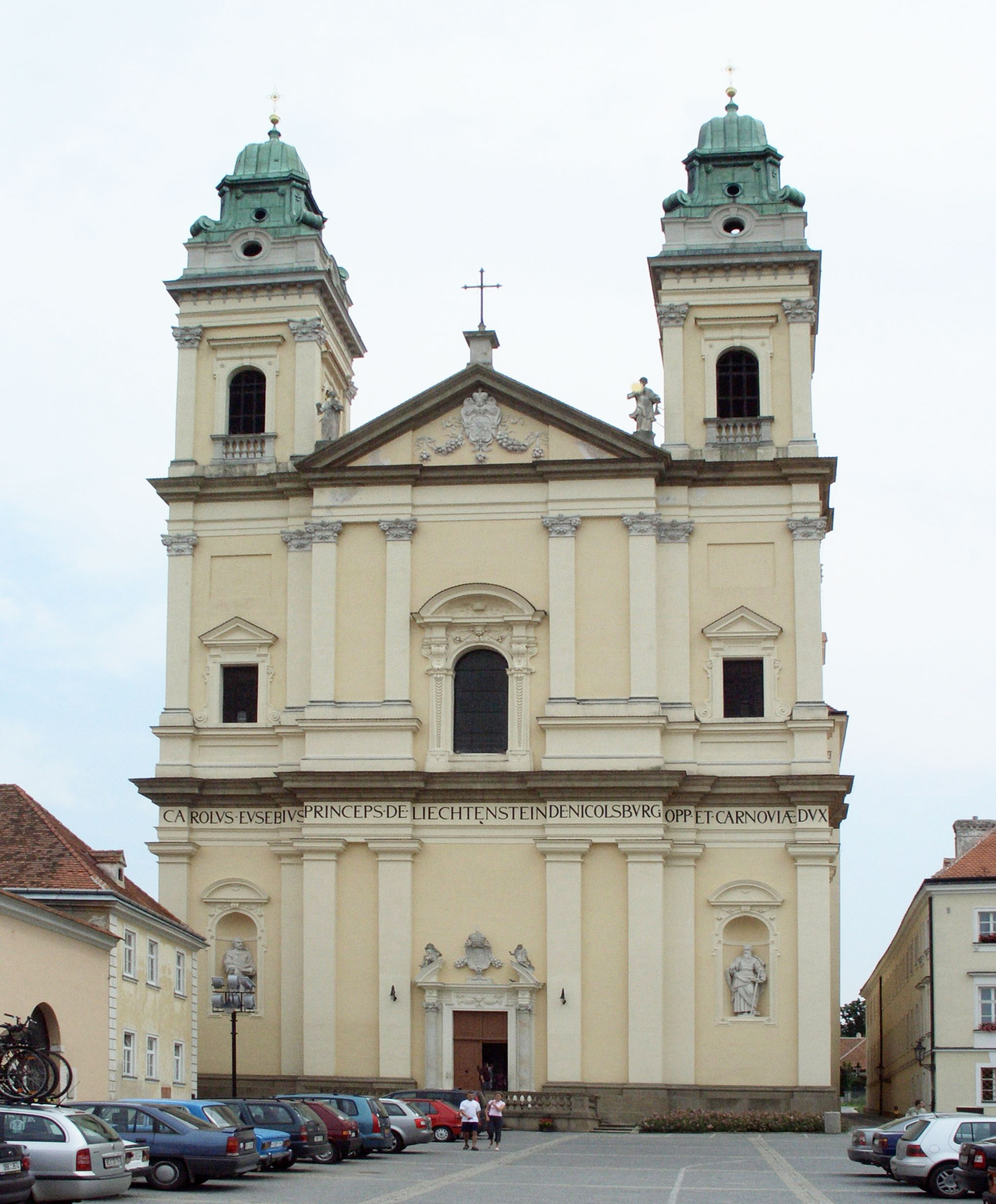
Kostel Nanebevzetí Panny Marie ve Valticích
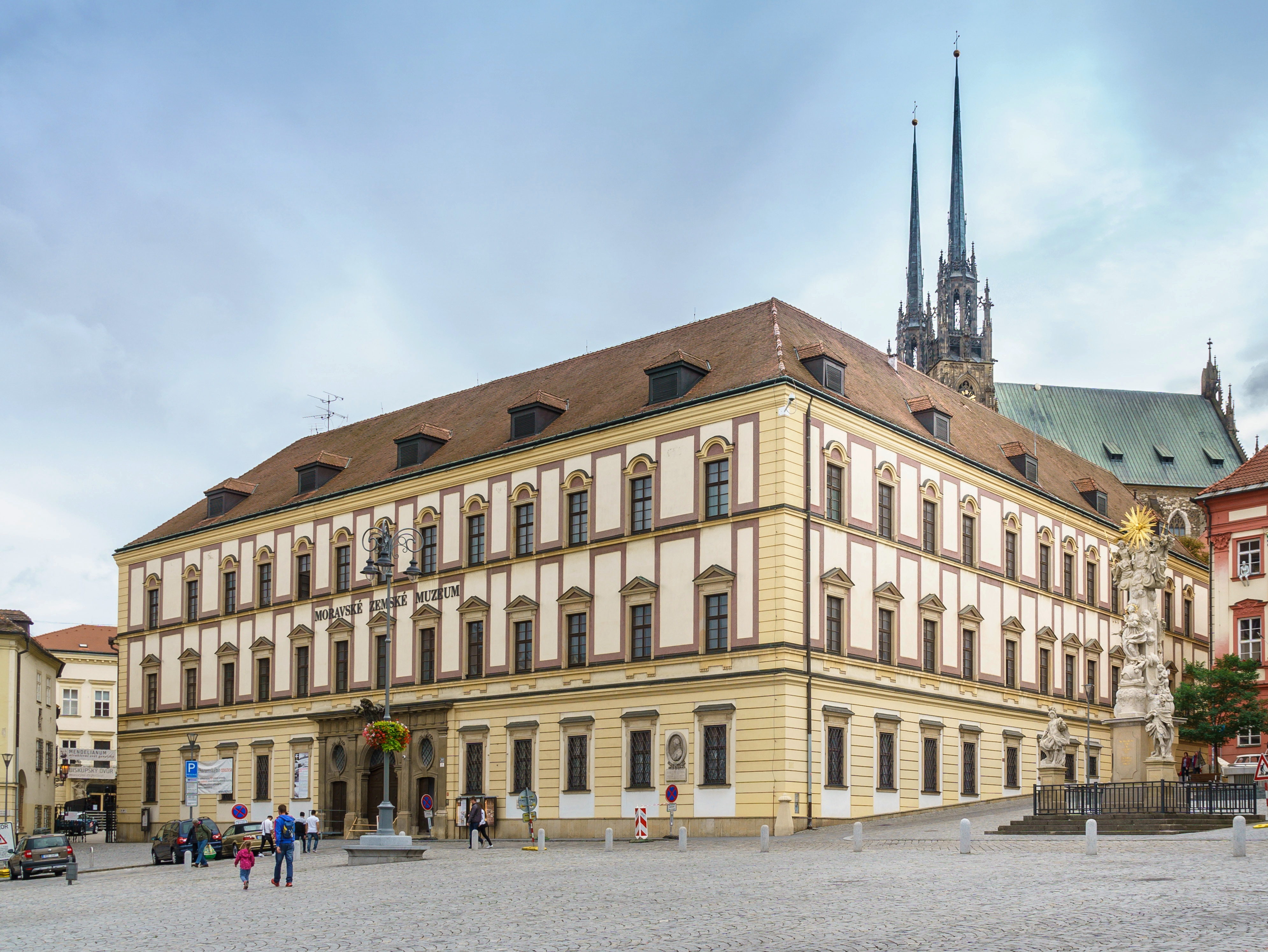
Dietrichsteinský palác v Brně